# Chaudenay-la-Ville
Chaudenay-la-Ville é uma comuna francesa na região administrativa da Borgonha-Franco-Condado, no departamento de Côte-d'Or. Estende-se por uma área de 5,18 km². Em 2010 a comuna tinha 49 habitantes (densidade: 9,5 hab./km²).